# Gerfa
De Gerfa is een gereedschapsfabriek gevestigd in Vaassen in de Nederlandse provincie Gelderland. Vanaf de oprichting in 1940 tot 1961 was het bedrijf gevestigd aan de Schiedamsedijk in Vlaardingen en vanaf 1961 aan de Zwolseweg in Apeldoorn. De onderneming is in 1940 opgericht door J.L. Jonker, die bij de oprichting directeur was van het nabijgelegen NV Vlaardingen-Oost (bedrijf).

## Beginjaren
Toen eind jaren 1930, mede onder invloed van de oorlogsdreiging, de aanvoer van buitenlands gereedschap - waarvan de Nederlandse industrie hoofdzakelijk afhankelijk was - problematischer werd, werd vanuit het toenmalig departement van Economische Zaken de oprichting van een eigen Nederlandse gereedschapsfabricage gepromoot. In maart 1940 (Staatscourant 1 mei 1940) kwam de naamloze vennootschap Gereedschappenfabriek Gerfa tot stand, met als directeuren J.L. Jonker, te Vlaardingen en H. van der Veen, te Schiedam. Maatschappelijk kapitaal f 200.000, waarvan de helft volgestort. Over de bezettingsperiode is weinig bekend. In het naoorlogse Nederland met de nadruk op industrialisatie voorzag Gerfa in een enorme behoefte. Na de bevrijding werd een gebombardeerde RTM-remise als tweede fabrieksgebouw ingericht, in maart 1948 werd een nieuw fabrieksgebouw (met 106 elektromotoren) in gebruik genomen.

## Grote groei
De grote vraag leidde midden jaren vijftig al tot een grote nieuwbouw. In augustus 1956 opende minister Zijlstra een hypermodern fabriekspand, naar een ontwerp van Hugh Maaskant. De fabriek was van de modernste machines voorzien, kende een metallografisch laboratorium en een uitgebreide harderij. Er werkten op dat moment een 110 personen, naast een onbekend aantal arbeiders in de gereedschappenfabriek NV Hiweg te Apeldoorn die een jaar eerder was overgenomen.

## Verplaatsingen
In 1961 is het gehele bedrijf verplaatst naar Apeldoorn. Daar werd aan de Zwolseweg een groot nieuw bedrijfscomplex gerealiseerd, wederom naar een ontwerp architectenbureau Maaskant. De gunstigere arbeidsmarkt in en rond Apeldoorn speelde daarbij een rol. Een honderdtal arbeidskrachten verhuisde mee, er waren bij de opening een 200tal werknemers. In 1971 volgde nog een grote uitbreiding. Producten: boren, doorns, frezen, klauwplaten, machineruimers, mallen/matrijzen/stempels, opspantafels, zaagbladen. Daarnaast fungeerde de harderij als loonharderij en cementeerderij voor derden. Het bedrijf kwam in handen van de voorname grondstoffenleverancier, het Duitse Thyssen-Bornemisza. Vervolgens werd het verplaatst naar Vaassen.